# Alive (singel Sii)
„Alive” – pierwszy singel z siódmego albumu australijskiej piosenkarki Sii, zatytułowanego This Is Acting. Twórcami tekstu utworu są Sia, Adele, Tobias Jesso Jr., natomiast jego produkcją zajął się Jesse Shatkin. Singel swoją premierę miał 24 września 2015 roku. Początkowo utwór miał być na trzecim albumie Adele, jednak ta oficjalnie z niego zrezygnowała. Rihanna również odrzuciła piosenkę.

## Lista utworów
- Digital download

1. „Alive” – 4:23

- Remixes

1. „Alive” (Plastic Plates Remix) – 4:58
2. „Alive” (Maya Jane Coles Remix) – 5:07
3. „Alive” (AFSHeeN Remix) – 3:16
4. „Alive” (Boehm Remix) – 3:50
5. „Alive” (Cahill Remix) – 4:18

- Other Versions

1. Cahill Club Mix – 6:21
2. Cahill Club Edit – 4:17
3. Cahill Radio Edit – 3:14

## Pozycje na listach i certyfikaty
| Lista przebojów (2015–16)                 | Najwyższa pozycja |
| ----------------------------------------- | ----------------- |
| Australia (ARIA Charts)                   | 10                |
| Austria (Ö3 Austria Top 40)               | 39                |
| Belgia (Ultratop Flandria)                | 49                |
| Belgia (Ultratop Walonia)                 | 2                 |
| Czechy (Singles Digitál Top 100)          | 43                |
| Finlandia (Suomen virallinen lista)       | 5                 |
| Francja (SNEP)                            | 17                |
| Hiszpania (PROMUSICAE)                    | 21                |
| Irlandia (IRMA)                           | 44                |
| Kanada (Canadian Hot 100)                 | 28                |
| Nowa Zelandia (Recorded Music NZ)         | 29                |
| Polska (AirPlay – Top)                    | 39                |
| Słowacja (Rádio Top 100)                  | 82                |
| Słowacja (Singles Digitál Top 100)        | 31                |
| Stany Zjednoczone (Billboard Hot 100)     | 56                |
| Stany Zjednoczone (Adult Top 40)          | 38                |
| Stany Zjednoczone (Hot Dance Club Songs)  | 28                |
| Szkocja (The Official Charts Company)     | 15                |
| Szwajcaria (Schweizer Hitparade)          | 30                |
| Szwecja (Sverigetopplistan)               | 69                |
| Węgry (Single Top 40)                     | 37                |
| Wielka Brytania (Official Charts Company) | 30                |
| Włochy (FIMI)                             | 57                |

| Państwo          | Certyfikat         |
| ---------------- | ------------------ |
| Australia (ARIA) | platynowa płyta    |
| Polska (ZPAV)    | 2x platynowa płyta |
| Włochy (FIMI)    | złota płyta        |